# Oneiroi
Oneiroi beskrives i den græske mytologi som tusindvis af åndelige væsener med evnen til at skabe drømme og bringe disse drømme, til de der sover. Dette sker bl.a. for Agamemnon i Homers Iliaden.
| Mytologi | Spire Denne artikel om mytologi er en spire som bør udbygges. Du er velkommen til at hjælpe Wikipedia ved at udvide den. |